# Округ Севир (Тенеси)
Округ Севир (енгл. Sevier County) је округ у америчкој савезној држави Тенеси.

## Демографија
По попису из 2010. године број становника је 89.889, што је 18.719 (26,3%) становника више него 2000. године.
| Група             | 2000.          | 2010.          |
| Белци             | 68.699 (96,5%) | 82.374 (91,6%) |
| Афроамериканци    | 396 (0,6%)     | 711 (0,8%)     |
| Азијати           | 394 (0,6%)     | 774 (0,9%)     |
| Хиспаноамериканци | 884 (1,2%)     | 4.787 (5,3%)   |
| Укупно            | 71.170         | 89.889         |